# Marcin Bułka
Pour les articles homonymes, voir Bulka.
Marcin Bułka, né le 4 octobre 1999 à Płock en Pologne, est un footballeur international polonais qui évolue au poste de gardien de but au Neom SC.

## Biographie

### En club

#### Chelsea FC (2016-2019)
Bułka commence sa carrière en Pologne, jouant avec les jeunes du Stegny Wyszogród, du MDK Król Maciuś Club Płock puis du FCB Escola Varsovia, une académie satellite officielle du FC Barcelone en Pologne. En mars 2016, alors qu'il était au FCB Escola Varsovia, Bułka fait un essai avec Barcelone, avant d'un faire un autre au club anglais de Chelsea le mois suivant.
À l'été 2016, Bułka rejoint finalement Chelsea et signe son premier contrat professionnel en septembre 2016. Marcin Bulka fait ses débuts avec l'équipe des moins de 18 ans de Chelsea en septembre 2016 face à Arsenal lors d'une victoire 4-2. Le 18 septembre 2017 il fait ses débuts avec l'équipe réserve du Chelsea FC en gardant sa cage inviolée face à la réserve de Derby County.
Lors de la saison 2017-2018 il participe à l'UEFA Youth League avec les moins de 19 ans de Chelsea. Il participe à 4 matchs lors de cette édition.
Le 5 août 2018 il apparaît pour la première fois sur une feuille de match professionnel lors d'une défaite 2-0 face à Manchester City en finale du Community Shield.

#### Paris Saint-Germain (2019-2022)
En juillet 2019, Bułka signe un contrat de deux ans avec le Paris Saint-Germain, alors que son engagement avec Chelsea arrive à son terme. Le 30 août 2019, alors qu'Alphonse Areola est sur le départ, il fait ses débuts avec le Paris Saint-Germain, n'encaissant aucun but lors de la victoire deux buts à zéro des Parisiens contre le FC Metz. Si sa saison en France est plus marquée par les déclarations hors du terrain que l’enchaînement des feuilles de match, Bułka attire l’intérêt d'autres clubs de premier plan, le Real Betis visant notamment le jeune gardien.
En septembre 2020, il est titulaire pour la seconde fois à la suite de la quatorzaine de Keylor Navas qui est justifiée comme cas contact après le test positif au Covid-19 de Kylian Mbappé. Il joue donc le premier match de la saison en Ligue 1 du Paris-Saint-Germain face au RC Lens, perdu un but à zéro à la suite d'une mauvaise relance de sa part.

##### Prêt à Carthagène (2020-2021)
Fin septembre 2020, il est prolongé au PSG mais est tout de suite prêté au club espagnol FC Cartagena, qui évolue en deuxième division, sans option d’achat. Le 25 novembre 2020, il connait son premier match et sa première titularisation lors d'une défaite deux buts à un contre le RCD Majorque, contre qui il encaisse deux penaltys. Toutefois, son prêt est écourté du fait de son faible temps de jeu avec seulement quatre matchs et il est rappelé dans la capitale afin de trouver un nouveau point de chute.

##### Prêt à Châteauroux (2021)
Le 31 janvier 2021, le Paris Saint-Germain officialise le prêt de son portier polonais jusqu’à la fin de saison à LB Châteauroux sans option d’achat. Le 2 février, il dispute son premier match avec l'équipe contre le FC Chambly lors d'une victoire quatre buts à zéro en Ligue 2. Cependant, en mars, victime d'une entorse, il est indisponible pendant plusieurs semaines et à son retour, Tommy Plumain lui est préféré pour garder les buts du club berrichon.

##### OGC Nice (depuis 2021)
En août 2021, il est à nouveau prêté en France à l’OGC Nice, où il devient la doublure de Walter Benítez. Lors de sa seconde titularisation, il affronte le Paris SG à qui il appartient toujours, et permet au Gym de gagner en arrêtant deux tirs au but en éliminant le PSG de la Coupe de France.
Le 1er juin 2022, l’OGC Nice lève l’option d’achat de 2 millions d’euros pour un contrat de 4 ans. Dès la saison suivante, après le départ soudain de Kasper Schmeichel, Bułka prend sa place en tant que titulaire et enchaîne les bons matchs jusqu'à devenir un des meilleurs gardiens de Ligue 1. Lors du début de saison 2024 de Ligue 1, Bułka joue énormément dans la bonne dynamique du Gym. Il est notamment l'auteur d'une performance remarquable et remarquée lors du derby face à l'AS Monaco le 22 septembre 2023 durant lequel il arrête deux pénaltys de Folarin Balogun permettant à son équipe de garder sa cage inviolée et de s'imposer en fin de match grâce à un but de son coéquipier Jérémie Boga. Auteur d'un bon mois de septembre, il est nommé joueur du mois.

### En sélection
International dans les catégories inférieures avec la Pologne,, Bułka fait ses débuts chez les moins de 20 ans le 6 septembre 2018 lors d'un match entre la Pologne et l'Italie soldé par une défaite trois buts à zéro.
Sélectionné avec l'équipe de Pologne pour la première fois en septembre 2023, il honore sa première sélection en novembre en jouant la seconde période d'un match amical remporté deux buts à zéro contre la Lettonie.
Le 8 juin 2024, il figure dans la liste des 26 joueurs polonais retenus par Michał Probierz pour participer à l'Euro 2024 mais en tant que troisième gardien derrière Wojciech Szczęsny et Łukasz Skorupski, il ne prend part à aucune rencontre.

## Statistiques
| Saison                | Club                  | Championnat           | Championnat | Championnat | Coupe(s) nationale(s) | Coupe(s) nationale(s) | Compétition(s) continentale(s) | Compétition(s) continentale(s) | Compétition(s) continentale(s) | Total | Total |
| Saison                | Club                  | Division              | M.          | B.          | M.                    | B.                    | Comp.                          | M.                             | B.                             | M.    | B.    |
| 2019-2020             | Paris SG              | Ligue 1               | 1           | 0           | -                     | -                     | C1                             | -                              | -                              | 1     | 0     |
| 2020-2021             | Paris SG              | Ligue 1               | 1           | 0           | -                     | -                     | C1                             | -                              | -                              | 1     | 0     |
| Sous-total            | Sous-total            | Sous-total            | 2           | 0           | -                     | -                     | -                              | -                              | -                              | 2     | 0     |
| 2020-2021             | FC Cartagena (prêt)   | LaLiga 2              | 3           | 0           | 1                     | 0                     | -                              | -                              | -                              | 4     | 0     |
| 2020-2021             | LB Châteauroux (prêt) | Ligue 2               | 9           | 0           | -                     | -                     | -                              | -                              | -                              | 9     | 0     |
| 2021-2022             | OGC Nice (prêt)       | Ligue 1               | 1           | 0           | 5                     | 0                     | -                              | -                              | -                              | 6     | 0     |
| 2022-2023             | OGC Nice              | Ligue 1               | 2           | 0           | -                     | -                     | C4                             | 3                              | 0                              | 5     | 0     |
| 2023-2024             | OGC Nice              | Ligue 1               | 34          | 0           | 4                     | 0                     | -                              | -                              | -                              | 38    | 0     |
| 2024-2025             | OGC Nice              | Ligue 1               | 34          | 0           | -                     | -                     | C3                             | 6                              | 0                              | 40    | 0     |
| Sous-total            | Sous-total            | Sous-total            | 71          | 0           | 9                     | 0                     | -                              | 9                              | 0                              | 89    | 0     |
| Total sur la carrière | Total sur la carrière | Total sur la carrière | 85          | 0           | 10                    | 0                     | -                              | 9                              | 0                              | 104   | 0     |

### En sélection nationale
| Saison                | Sélection             | Phases finales        | Phases finales | Phases finales | Éliminatoires | Éliminatoires | Ligue des nations | Ligue des nations | Matchs amicaux | Matchs amicaux | Total | Total |
| Saison                | Sélection             | Compétition           | M              | B              | M             | B             | M                 | B                 | M              | B              | M     | B     |
| --------------------- | --------------------- | --------------------- | -------------- | -------------- | ------------- | ------------- | ----------------- | ----------------- | -------------- | -------------- | ----- | ----- |
| 2023-2024             | Pologne               | Euro 2024             | -              | -              | -             | -             | -                 | -                 | 1              | 0              | 1     | 0     |
| 2024-2025             | Pologne               | -                     | -              | -              | -             | -             | 3                 | 0                 | 1              | 0              | 4     | 0     |
| Total sur la carrière | Total sur la carrière | Total sur la carrière | -              | -              | -             | -             | 3                 | 0                 | 2              | 0              | 5     | 0     |

## Palmarès

### En club
| Paris Saint-Germain - Ligue 1 (1) : - Champion : 2020. - Vice-champion : 2021. |

### Distinctions personnelles
- Joueur du mois de Ligue 1 en septembre 2023[18].